# Highland (hrabstwo Ulster)
Highland – jednostka osadnicza w Stanach Zjednoczonych, w stanie Nowy Jork, w hrabstwie Ulster.